# Oakwood Theme Park
Oakwood Theme Park was een attractiepark in Pembrokeshire, Wales, Verenigd Koninkrijk. De familie McNamara opende het park in 1987 als een klein familiepark. Door de jaren heen groeide het park uit tot volwaardig attractiepark. Oakwood beschikte over verschillende achtbanen, thrill rides en waterattracties. 
Op 4 maart 2025 maakte het park bekend niet te zullen heropenen in 2025. Volgens eigenaar Aspro Parks zouden toekomstige investeringen onhoudbaar zijn.

## Geschiedenis

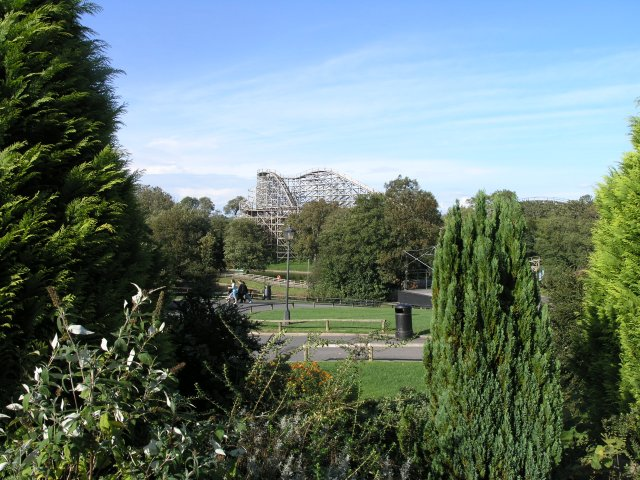
Megafobia, 2006

Bij de creatie van het nieuwe park hield de familie McNamara rekening met het bestaande dal en de natuurlijke vegetatie. Geen enkele aanwezige boom werd omgehakt. De eerste fase die ongeveer 1 miljoen pond kostte werd voltooid in 1987 en bestond onder andere uit een houten fort, BMX, een rodelbaan, een 3D-stijl cinema-ervaring, go-karts en een waterglijbaan. Gedurende de jaren werden steeds meer oorspronkelijke attracties verwijderd om plaats te maken voor indrukwekkendere attracties (bijvoorbeeld Megafobia, 1996). Hierdoor steeg ook de kritiek omdat zo het karakter van het park verloren zou zijn gegaan. Het park groeide hierdoor wel uit tot een van de 10 belangrijkste attractieparken van het Verenigd Koninkrijk. Door financiële problemen werd het park in 2008 verkocht aan de Spaanse investeringsgroep Aspro Ocio. Na de sluiting van Camelot Theme Park kon het park in 2013 verscheidene attracties overnemen, waaronder de Crocodile Coaster en Skull Rock. De attracties werden ondergebracht in het themagebied Neverland.

## Attracties ten tijde van de sluiting

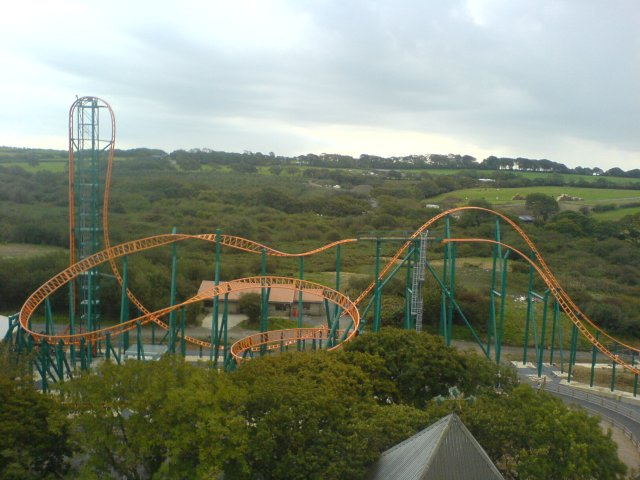
Speed: No Limits

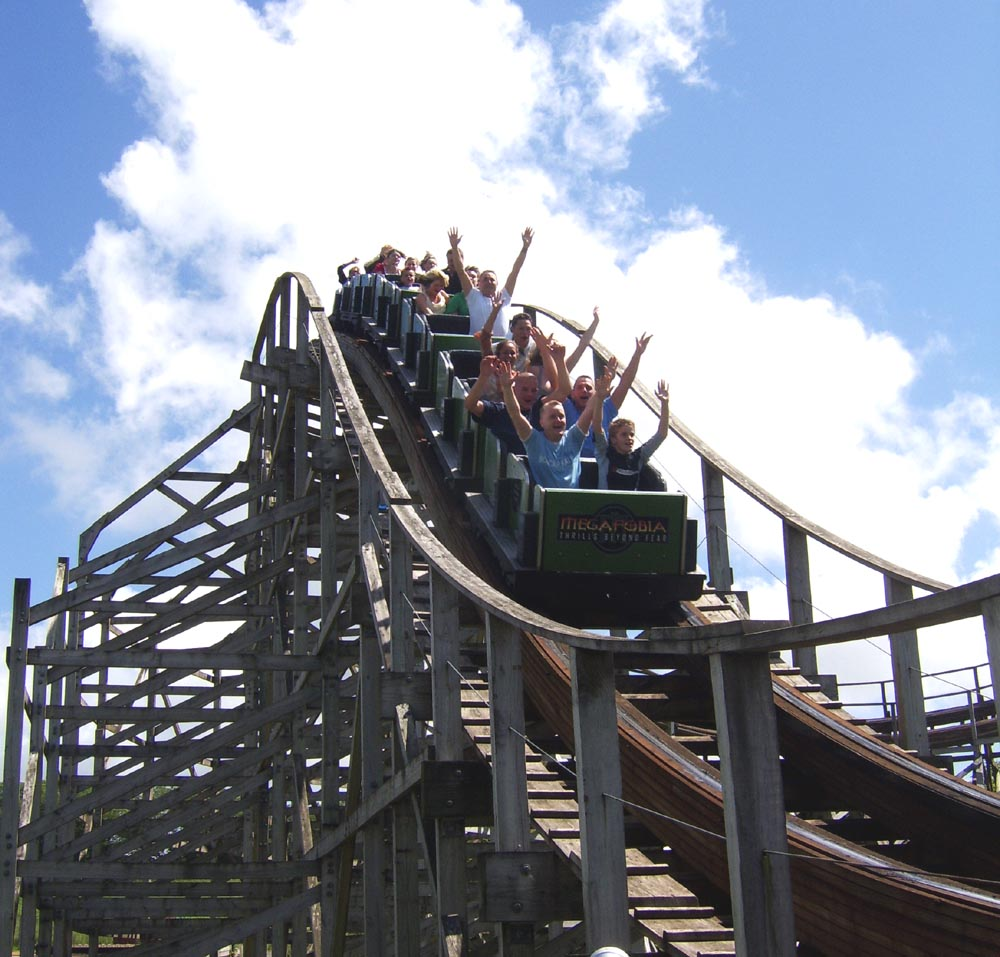
Megafobia

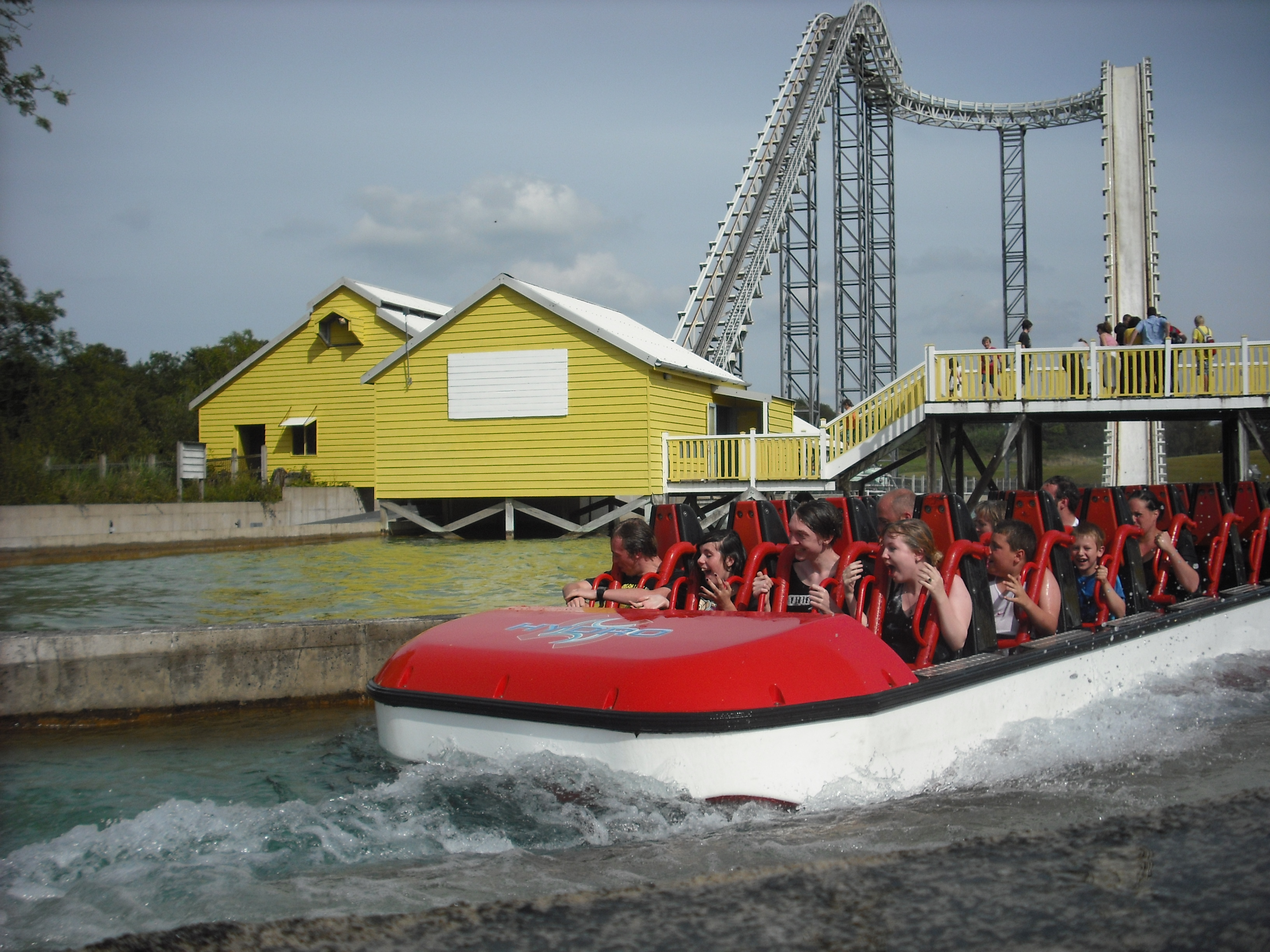
Drenched (sloot al in 2022)

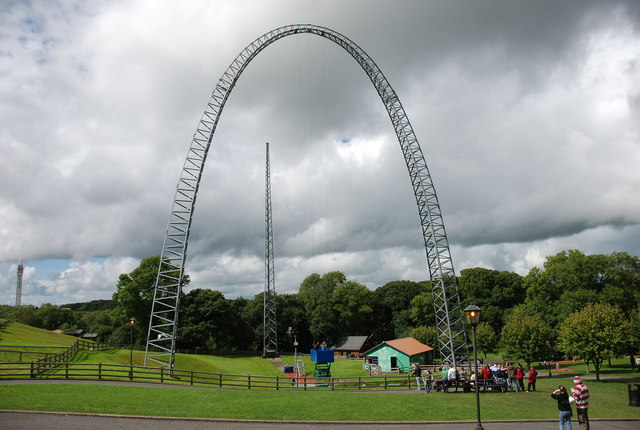
Vertigo

### Achtbanen
| Naam             | Type            | Openingsjaar                                           | Bouwer                        |
| ---------------- | --------------- | ------------------------------------------------------ | ----------------------------- |
| Speed: No Limits | Euro-Fighter    | 2006                                                   | Gerstlauer                    |
| Megafobia        | Houten achtbaan | 1996                                                   | Custom Coasters International |
| Tree Tops        | Keverbaan       | 1989                                                   | Zierer                        |
| Creepy Crawler   | Stalen achtbaan | 2017, na eerst in twee andere parken gestaan te hebben | Pinfari                       |

### Waterattracties
| Naam                      | Type            | Openingsjaar | Bouwer           |
| ------------------------- | --------------- | ------------ | ---------------- |
| Drenched (voorheen Hydro) | Shoot-the-Chute | 2002         | Intamin AG       |
| Snake River Falls         | Waterglijbaan   | 1994         | White Water West |
| Waterfall Ride            | Waterglijbaan   | 1987         | Van Egdom        |

### Thrill rides
| Naam        | Type          | Openingsjaar | Bouwer     |
| ----------- | ------------- | ------------ | ---------- |
| Vertigo     | Skycoaster    | 1997         | SkyCoaster |
| Bounce      | Shot and Drop | 1999         | HUSS       |
| Pirate Ship | Schommelschip | 1991         | HUSS       |

### Neverland
Na de sluiting van Camelot Theme Park kocht Oakwood een aantal attracties op. De opgekochte attracties werden verzameld in een themagebied genaamd Neverland.
| Naam                 | Type                 | Openingsjaar                             | Bouwer            |
| -------------------- | -------------------- | ---------------------------------------- | ----------------- |
| Crocodile Coaster    | Aangedreven achtbaan | 2013                                     | Manorplan Leisure |
| Skull Rock           | Boomstamattractie    | 2013                                     | Mimafab           |
| Neverland Chase      | Rondrit              | 2013                                     | Modern Products   |
| Jolly Roger          | Schommelschip        | 2013                                     | Modern Products   |
| Aerodrome            | Red baron            | 2013 (vernieuwd, verplaatst)             | Zierer            |
| Journey to Neverland | Walkthrough          | 2013                                     |                   |
| The sights of London | Rondrit              | 2013                                     | Zamperla          |
| Tink’s Flying school | Flying Scooters      | 2004                                     | Larson            |
| Witches' Brew        | Theekopjesattractie  | 2014, in 2019 naar dit gebied verplaatst | I.E. Park         |

### Andere attracties
| Naam         | Type                 | Openingsjaar | Bouwer  |
| ------------ | -------------------- | ------------ | ------- |
| Bobsleigh    | Rodelbaan            | 1986         | Wiegand |
| Spooky 3D    | Darkride             | 2000         |         |
| Mini-Golf    | Minigolf             |              |         |
| Tractor Ride | Rondrit              | 1994         |         |
| Moon Landing | Glijbaan             |              |         |
| Boating Lake | Roeiboot, Waterfiets |              |         |
| Circus land  | Kinderattracties     |              |         |
| Gold Panning | Kinderattracties     |              |         |